# Operación Camarón
Operación Camarón es una película española de comedia dirigida por Carlos Therón (Lo dejo cuando quiera, Es por tu bien) y protagonizada por Julián López, Natalia de Molina, Carlos Librado 'Nene' y Miren Ibarguren, con la colaboración especial de Paco Tous. Su estreno, previsto para el 13 de marzo de 2020, se pospuso al 11 de septiembre como consecuencia de la pandemia de enfermedad por coronavirus. y posteriormente se pospuso al 24 de junio del año siguiente.
Operación Camarón narra la historia de Sebas, un policía novato, que, con aspecto de pringado y dotes de concertista clásico, es perfecto para una peligrosa misión: infiltrarse como teclista en una banda de flamenco-trap - "Los Lolos" - que va a tocar en la boda de la hija de un traficante local.

## Sinopsis
Desde que era apenas un niño, Sebastián Arroyo (Julián López) tenía grandes dotes tocando el piano y todos los de su alrededor le auguraban un gran futuro como músico. Sin embargo, años después, con aspecto de pringado y sin haber triunfado en el piano, Sebas decide solicitar plaza de policía en Cádiz. Así, acaba trabajando bajo el mando de Josefa Garrido (Miren Ibarguren), inspectora de la brigada antidroga. Precisamente por su aspecto y dotes de concertista clásico, es escogido para formar parte de una peligrosa misión: infiltrarse como miembro de "Los Lolos", una banda hortera de flamenco-trap que va a actuar en la boda de la hija de un traficante de drogas. Desconocido en el mundo del hampa, Sebas se convierte en "Cani" y se hace pasar por el teclista del grupo. Así, conocerá a Lucy (Natalia de Molina), la mánager de esta banda. Aunque en un principio el plan parece sencillo, Sebas será víctima de miles de aventuras, todo tipo de situaciones disparatadas y, por supuesto, música, mucha música.

## Reparto
| Intérprete                   | Personaje                |
| ---------------------------- | ------------------------ |
| Julián López                 | Sebastián "Sebas" Arroyo |
| Carlos Librado 'Nene'        | Lolo                     |
| Natalia de Molina            | Lucy                     |
| Miren Ibarguren              | Josefa Garrido "Pepa"    |
| Canco Rodríguez              | Mula                     |
| Julián Villagrán             | Blas                     |
| Antonio Dechent              | Abeledo                  |
| Adelfa Calvo                 | Mari                     |
| Paco Tous                    | Jaime                    |
| Juanlu González              | Ortiguilla               |
| Alberto López                | Antoñito                 |
| Xisco González               | Fotoshó                  |
| Manu Pérez                   |                          |
| Manuel Burque                | Gallego                  |
| Julio Bohigas-Couto          | Sebastián niño           |
| Antonio de Cos               |                          |
| Pedro Hernández              | Ortega                   |
| Manuel Pérez Toro            | Piojito                  |
| Carmen Orellana Díaz         | Fani                     |
| Silvio Estéban Silva Zapata  | Pacheco                  |
| Eduardo José Domínguez Rubio | Sandoval                 |
| José Eduardo Alcano Martínez | Juanito                  |
| Luis Lara “Comandante Lara”  | Toribio                  |

## Producción
Operación Camarón es una producción de La Pepa la Película Aie con un 89% de contribución, Telecinco Cinema y La Pepa Pc, con una aportación del 10 y 1 por ciento respectivamente. Además, cuenta con productores asociados como Lazona Films y Quexito Films y la participación de Mediaset España y Movistar +. La distribución de la película corre a cargo de The Walt Disney Company Iberia.

#### Guion
La película, guionizada por Josep Gatell y Manuel Burque (Es por tu bien), es una adaptación de la comedia italiana ganadora de tres premios David de Donatello: Song'e Napule (2013), escrita y dirigida por los hermanos Antonio y Marco Manetti, conocidos como Manetti Bros.

#### Rodaje
Operación Camarón fue rodada durante aproximadamente siete semanas, del 2 de mayo al 22 de junio de 2019. Los lugares elegidos para la película fueron Sevilla y Cádiz. En lo que al tiempo se refiere, el filme es un largometraje de 105 minutos.

## Canciones
"Los Lolos" interpretan el tema "Chico Perfecto" compuesto por Riki Rivera, ganador del Premio Goya a la mejor canción original en 2015 por 'El Niño'.

## Lanzamiento

#### Calificación por edades
La película en España no está recomendada para menores de 16 años, aunque su tráiler es apto para todos los públicos.

#### Estreno
El estreno de Operación Camarón, previsto para el 13 de marzo de 2020, ha sido aplazado por la productora Telecinco Cinema y la distribuidora Disney al 11 de septiembre del mismo año como consecuencia de la pandemia por coronavirus. A pesar de que en la industria del cine son habituales los cambios de fecha de los estrenos, nunca antes se había tenido que postergar un estreno español de este tamaño a tan solo siete días de la fecha oficial de estreno. Esta comedia española, uno de los principales proyectos de Mediaset en 2020, no ha sido la única víctima del coronavirus. Otras producciones como 'Peter Rabbit 2: A la fuga', 'El inconveniente' y 'Un amigo extraordinario', la última película de Tom Hanks, también han decidido atrasar su estreno a septiembre.

#### Recaudación
La película consiguió 105.000 € en el estreno del jueves y 540.294 € en su fin de semana, para un total de 645.052 € de 375 cines terminando en primera posición. A partir de la segunda semana fue perdiendo posiciones debido a algunos estrenos como Black Widow, F9 y A todo tren. Destino Asturias, consiguiendo en su segundo fin de semana 368.843 € y en su tercer fin de semana 256.000 €. En la semana 16, había recaudado 3.344.704 €.